# James Cullen Martin
James Cullen Martin (* 14. Januar 1928 in Dover (Tennessee); † 20. April 1999 in Tampa (Florida)) war ein US-amerikanischer Chemiker (Organische Chemie).

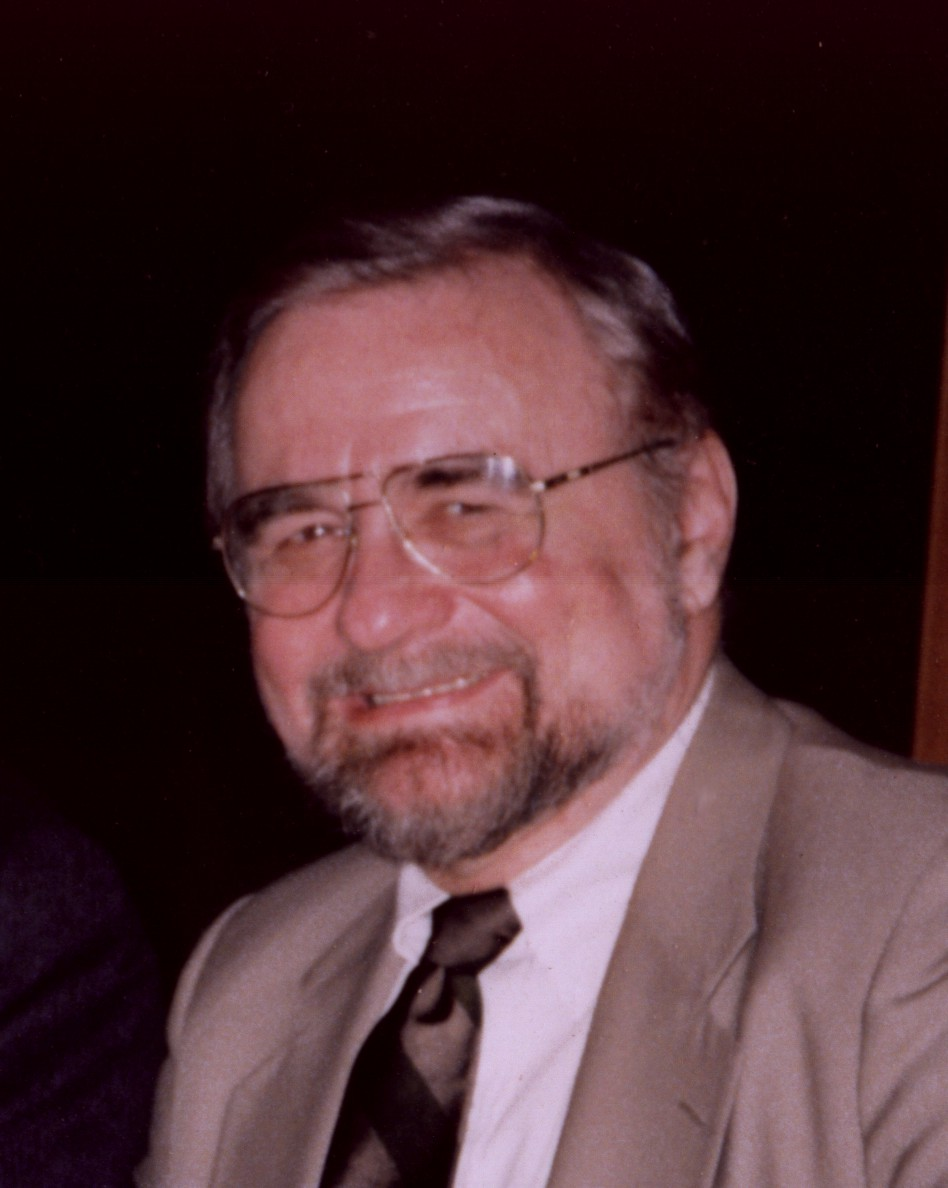
James Cullen Martin 1991

Martin wurde 1956 an der Harvard University bei Paul D. Bartlett promoviert (The Chlorination of 1,4-endoxocyclohexane). Er war Professor für Chemie an der University of Illinois at Urbana-Champaign. 1962 wurde er Sloan Research Fellow.
Mit seinem Doktoranden Daniel Benjamin Dess führte er die Dess-Martin-Oxidation ein, die selektive Alkohol-Oxidation mit Dess-Martin-Periodinan.
1983 stand er der Abteilung Organische Chemie der American Chemical Society vor.